# Leonberg (Landschaftsschutzgebiet)
Das Landschaftsschutzgebiet Leonberg ist ein mit Verordnung der Unteren Naturschutzbehörde beim Landratsamt Böblingen vom 23. April 1987 ausgewiesenes Landschaftsschutzgebiet (LSG-Nummer 1.15.082).

## Lage und Beschreibung
Im Landschaftsschutzgebiet liegen die flächenhaften Naturdenkmale Kuhbrünnle, Beisheimer Rain, Fockentalquelle, Heide am Lettenberg und Hauerlöcher.

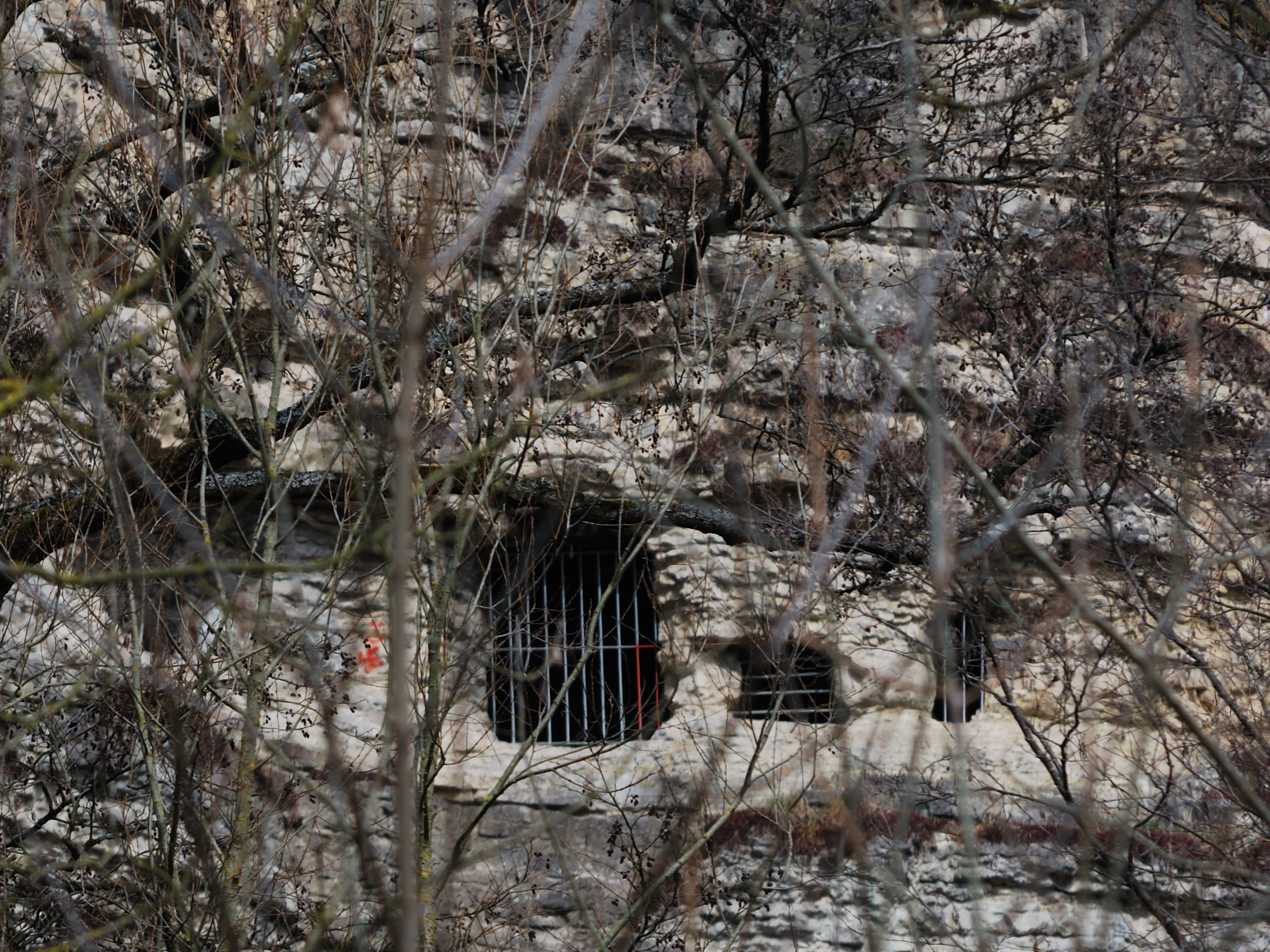
Hauerloch

Das Schutzgebiet entstand durch Verordnung des Landratsamts Böblingen vom 23. April 1987.
Das 462 Hektar große Landschaftsschutzgebiet besteht aus mehreren Teilgebieten. Es liegt nördlich von Leonberg und reicht dabei von Rutesheim im Westen bis nach Gerlingen im Osten. Es gehört zu den Naturräumen Schönbuch und Glemswald und Neckarbecken.

## Schutzzweck
Laut Schutzgebietssteckbrief sollen Talauen, Wiesen, Streuobstwiesen, Trockenrasen, Waldränder, Ackerflächen und Wälder als wertvolle Erholungsräume, vor Zersiedlung und sonstigen Beeinträchtigungen bewahrt werden.